# Ahlainen

Wappen der ehemaligen Gemeinde Ahlainen

Ahlainen (schwedisch Vittisbofjärd, früher Hvittisbofjärd) ist eine Ortschaft mit etwa 1500 Einwohnern in der finnischen Landschaft Satakunta, die 1972 der Stadt Pori eingemeindet wurde. 

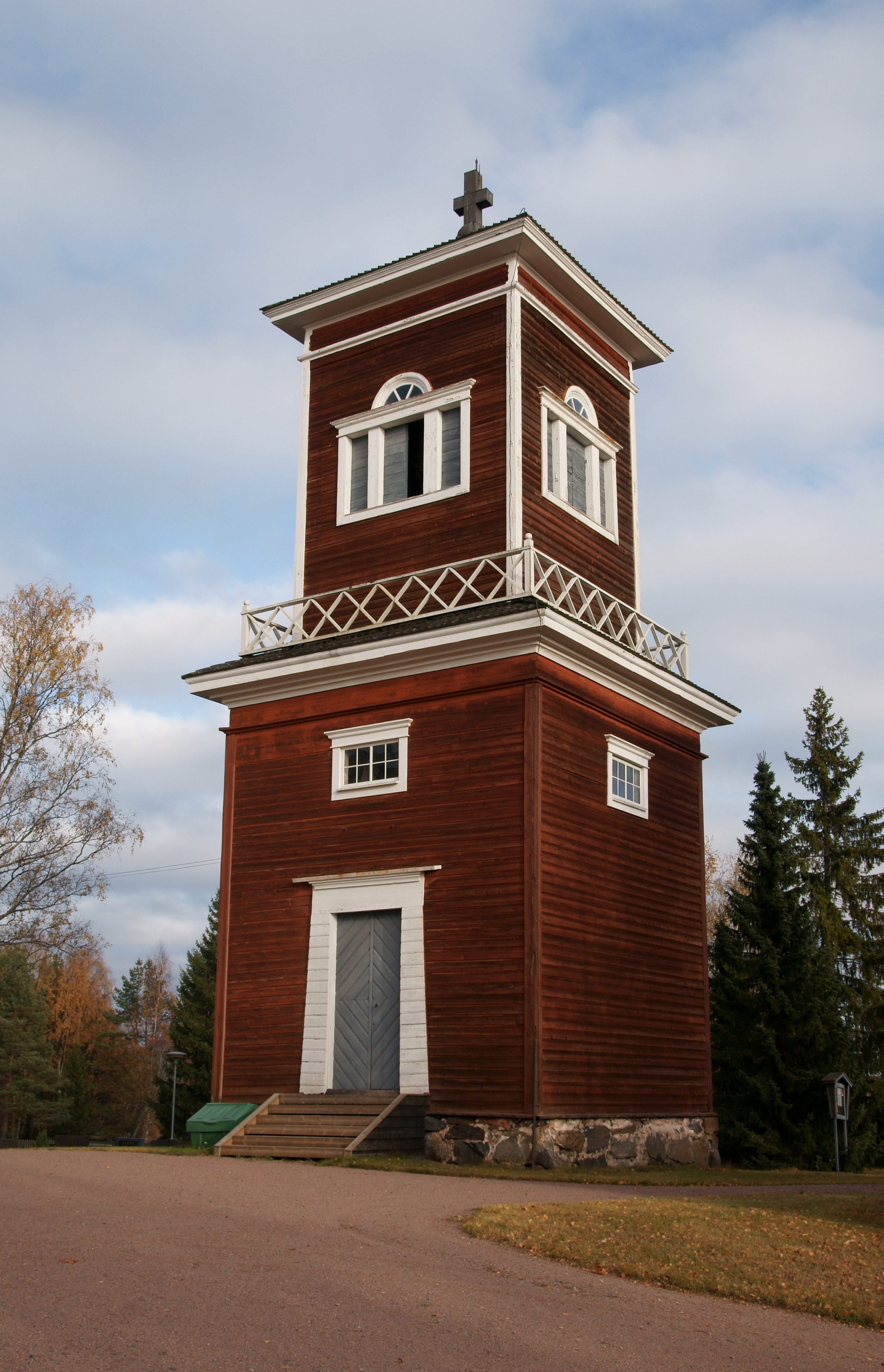
Der Glockenturm von Ahlainen.

Der Ort befindet sich etwa 23 km Luftlinie nordwestlich der Stadt Pori, 16 km nordwestlich von Noormarkku und 12 km nordöstlich von Reposaari nur unweit vom Meer entfernt. Mit dem Auto benötigt man nach Pori etwas mehr als eine halbe Stunde. Ahlainen besteht aus den einzelnen Siedlungen Alakylä (Nederby), Anttoora (Antåra), Pastuskeri (Bastuskär), Kellahti (Källfjerd oder Kjällfjärd), Lampaluoto, Lamppi, Pirttijärvi, Pohjajoki, Rankkuu (Rankö), Suosmeri (Svartsmark), Tyltty und Ylikylä (Överby). Die schwedischen Namen wurden allesamt nur früher genutzt. Anfang des 20. Jahrhunderts wurde die damalige Gemeinde zunehmend finnischsprachig.
1796 entwarf Salomon Köykkä-Köhlström die Holzkirche von Ahlainen. 1832 entstand daneben ein von dem in Berlin geborenen Carl Ludwig Engel entworfener Glockenturm. 
Wie in so vielen ländlich geprägten Gemeinden Finnlands war und ist auch in Ahlainen die Landflucht deutlich mit Zahlen zu belegen. In den 1920er Jahren lebten rund 4500 Menschen in Ahlainen, 1972, bei der letzten offiziellen Erhebung vor der Eingemeindung waren es nur noch 2438. Zu diesem Zeitpunkt waren weniger als 20 % aller Wohnungen mit sanitären Anlagen ausgestattet, knapp 90 % hatten elektrischen Strom. 1997 lebten noch etwa 1500 Menschen in der Ortschaft. Viele der Häuser stehen im Winter leer und werden im Sommer als Ferienhäuschen genutzt. 
Neben den drei finnischen ehemaligen Parlamentsabgeordneten Juho Aromaa (1878–1956), Kalevi Lamminen (* 1935) und Juho Vesterlund wurde auch die zweifache Bronzemedaillengewinnerin bei Olympischen Spielen im Staffellanglauf, Toini Pöysti (1933–2024), in Ahlainen geboren.